# Bistum Uruguaiana
Das Bistum Uruguaiana (lateinisch Dioecesis Uruguaianensis, portugiesisch Diocese de Uruguaiana) ist eine römisch-katholische Diözese mit Sitz im brasilianischen Uruguaiana im Bundesstaat Rio Grande do Sul.
Das Bistum wurde am 15. August 1910 von Papst Pius X. aus dem Erzbistum Porto Alegre heraus gegründet. 1960 wurden Gebiete zur Gründung des Bistums Bagé und 1961 zur Gründung des Bistums Santo Ângelo abgetreten.
Es ist ein Suffragan des Erzbistums Santa Maria.

## Bischöfe
- Hermeto José Pinheiro, 1911–1941
- José Newton de Almeida Baptista, 1944–1954, dann Erzbischof von Diamantina, Minas Gerais
- Luiz Felipe de Nadal, 1955–1963
- Augusto Petró, 1964–1995
- Pedro Ercílio Simon, 1995–1998, dann Koadjutor von Passo Fundo, Rio Grande do Sul
- Ângelo Domingos Salvador OFMCap, 1999–2007
- Aloísio Alberto Dilli OFM, 2007–2016, dann Bischof von Santa Cruz do Sul
- José Mário Scalon Angonese, 2017–2024, dann Erzbischof von Cascavel
- Clésio Facco SAC, seit 2025